# Norodom Sihamoni
Norodom Sihamoni (em quemer: នរោត្តម សីហមុនី, nɔˈroːɗɑm səjˈhamoniː; nascido em 14 de maio de 1953) é o Rei do Camboja. Ele se tornou rei em 14 de outubro de 2004, uma semana após a abdicação de seu pai, Norodom Sihanouk.
Ele é o filho mais velho do rei Sihanouk e da ex-rainha consorte Norodom Monineath e é o quarto monarca da Casa de Norodom. Antes de ser escolhido por um conselho de nove membros como o próximo monarca, Sihamoni serviu como embaixador do Camboja nas Nações Unidas e na UNESCO. Ele foi educado na Tchecoslováquia e era conhecido por seu trabalho como embaixador cultural na Europa e como instrutor de balé clássico quando ainda era príncipe. Durante seu reinado, Sihamoni continuou sua defesa da cultura do Camboja, além de apoiar várias causas filantrópicas, enquanto equilibra seu papel como monarca constitucional diante dos desenvolvimentos políticos do Camboja.

## Primeiros anos

### Nascimento, nome e família

O príncipe Sihamoni quando jovem, como mostrado na nota de 200 riéis.

Sihamoni nasceu na quinta-feira, 14 de maio de 1953, em Phnom Penh, Camboja, quando ainda era um protetorado colonial dentro da Indochina Francesa. O nascimento do príncipe foi visto como um bom presságio, já que o Camboja conquistou sua independência da França mais tarde naquele mesmo ano.
Seu nome "Sihamoni" é composto por dois morfemas dos nomes de seus pais, "Sihanouk" e "Monineath". Quanto a "Norodom", significa Narottam em Páli e Prácrito, que se traduz como "o melhor entre os homens". O nome tem um significado semelhante no khmer.
Na época de seu nascimento e de seu irmão mais novo, sua mãe, Princesa Monique, que tem ascendência khmer, francesa e corsa, já era uma das consortes do rei Norodom Sihanouk, após se tornar sua companheira constante desde o dia em que se conheceram em 1951, quando ela venceu um concurso nacional de beleza. A rainha recebeu o título de Neak Moneang e o nome de Monineath no momento de seu casamento com o rei Norodom Sihanouk em 1952. Além disso, a rainha Monineath é bisneta do falecido príncipe Norodom Duong Chakr do Camboja e filha de Pomme Peang e de seu segundo marido, Jean-François Izzi, um banqueiro corso.
Sihamoni tem 14 meio-irmãos e meias-irmãs por parte de pai; seu único irmão completo, um irmão mais novo, Samdech Norodom Narindrapong, nasceu em 1954 e faleceu em 2003.

### Educação e vida no exterior
O então príncipe Sihamoni começou sua educação em 1959, quando frequentou a Escola Norodom, seguida pela Escola Lycée Descartes em Phnom Penh, desenvolvendo um grande interesse pelas artes desde cedo.
Em 1962, o jovem Sihamoni foi enviado por seu pai a Praga, na Tchecoslováquia, para estudar no exterior. Lá, ele completou sua educação primária na Escola Primária Majakovskeho e, posteriormente, na Escola Elementar Ostrovni. Durante sua pré-adolescência, ele estrelou uma produção de O Quebra-Nozes, de Pyotr Tchaikovsky, no prestigioso Teatro Nacional de Praga, onde teve aulas particulares de balé e piano e foi até selecionado para uma adaptação televisiva de Brundibár, uma famosa ópera infantil. Ele concluiu seu ensino secundário no Conservatório Nacional de Praga e foi considerado um aluno capaz, obtendo notas altas. Lá, ele desenvolveu ainda mais seu interesse pelas artes cênicas, realizando cursos nessa área e se destacando como o melhor de sua turma. Além disso, ele adquiriu grande fluência no tcheco. Um filme dirigido por Vladimir Sís foi gravado sobre o príncipe em Praga em 1967, com o nome O Outro Pequeno Príncipe (Jiný malý princ). O príncipe ocasionalmente visitava sua terra natal durante as férias, e, quando o fazia, envolvia-se no cenário artístico e cultural do Camboja, incluindo atuar em um filme feito por seu pai e apresentar-se em balé. Durante o golpe de Estado de 1970 por Lon Nol, que removeu Sihanouk do poder e proclamou a República Khmer, agravando a Guerra Civil Cambojana, Sihamoni permaneceu na Tchecoslováquia.
Entre 1971 e 1975, Sihamoni completou seu ensino superior em dança clássica e música na Academia de Artes Cênicas de Praga, culminando com a obtenção de um mestrado, para o qual escreveu uma tese intitulada A Concepção e Administração de Escolas Artísticas no Camboja. Após a graduação em 1975, ele deixou Praga e começou a estudar cinema na Coreia do Norte, na Academia Nacional de Cinematografia em Pyongyang.

### Retorno ao Camboja
A queda de Phnom Penh em 17 de abril de 1975 levou ao fim da República Khmer e à criação da Kampuchea Democrática pelos Khmer Vermelho, que lideraram uma campanha brutal de genocídio. No ano seguinte, em 1976, Sihamoni foi forçado a retornar ao Camboja após ser enganado pelos Khmer Vermelho com um telegrama forjado, assinado pelo rei Sihanouk, ordenando seu retorno. Imediatamente, o regime dos Khmer Vermelho, liderado por Pol Pot, voltou-se contra a monarquia e colocou a família real, incluindo Sihamoni, seu irmão, o príncipe Norodom Narindrapong, sua mãe, a rainha Norodom Monineath, e seu pai, o rei Norodom Sihanouk, em prisão domiciliar no Palácio Real. O subsequente genocídio cambojano viu vários membros da família real serem mortos, e Sihamoni e sua família imediata viveram com medo constante por suas vidas, efetivamente isolados do mundo exterior. Durante o período de prisão domiciliar, o príncipe relatou que eles eram proibidos de fazer contato com qualquer pessoa e não podiam ter funcionários. Os soldados do Khmer Vermelho lhes davam comida, consistindo de arroz e peixe, limitada a duas vezes por semana, e eles tinham que, na maior parte do tempo, cultivar sua própria comida nos jardins do palácio. Com a Guerra Camboja-Vietnã, que resultou na expulsão dos Khmer Vermelho em 1979 e no estabelecimento da República Popular da Kampuchea, instalada pelos vietnamitas, a família, com a ajuda do governo chinês, foi evacuada para a China. Sihamoni subsequentemente trabalhou como secretário de seu pai, que liderou um movimento de resistência em resposta à ocupação vietnamita.

### Carreira
Em 1981, Sihamoni mudou-se para a França para ensinar balé como professor de balé clássico e pedagogia artística, cargo que ocupou por quase duas décadas em vários conservatórios, incluindo o Conservatório Marius Petipa, o Conservatório Gabriel Fauré e o Conservatório W.A. Mozart. Ele também foi posteriormente presidente da Associação de Dança Khmer na França. Ele viveu na França por quase 20 anos e continuou sua dedicação às artes, fundando o 'Ballet Deva', uma companhia de dança original, na qual atuou como Diretor Geral e Diretor Artístico, além de liderar a Royal Khmer Cinematic Corporation. Em seu trabalho, ele enfatizou a criação de oportunidades para que os homens tivessem papéis mais proeminentes na dança tradicional khmer, onde frequentemente não recebiam papéis principais, ao criar "Duelo", um estilo único de balé inspirado no balé russo. Durante esse período no exterior, ele também ingressou no monasticismo budista sob os auspícios de Samdech Bour Kry, que mais tarde se tornaria um patriarca supremo do Camboja.
No início dos anos 1990, o Conselho Nacional Supremo do Camboja, reconhecido pela Resolução 668 do Conselho de Segurança das Nações Unidas como parte do processo de transição no país sob os Acordos de Paz de Paris de 1991, selecionou por unanimidade o príncipe Sihamoni em 1992 como seu representante permanente junto às Nações Unidas, cargo que ele ocupou até 1993. No mesmo ano de 1993, a monarquia foi restaurada, com Sihanouk retornando como rei, e o príncipe foi nomeado representante permanente do Camboja junto à UNESCO em Paris, cargo que ocupou até se tornar rei em 2004. Nessa função, Sihamoni tornou-se conhecido por seu trabalho árduo e dedicação à cultura do Camboja, como visto em sua defesa pelo reconhecimento internacional do balé clássico khmer e do teatro de sombras khmer como um patrimônio cultural imaterial. Ele havia recusado anteriormente uma nomeação como embaixador do Camboja na França. Em outubro de 2003, ele foi adicionalmente nomeado Alto Conselheiro Privado do então rei Norodom Sihanouk.

## Reinado

### Ascensão e coroação
Em 14 de outubro de 2004, Sihamoni foi escolhido como monarca pelo Conselho Real do Trono, um órgão constitucional especial composto por nove membros responsável por eleger o Rei do Camboja. Esse processo de seleção foi rapidamente implementado após a surpreendente abdicação do rei Norodom Sihanouk na semana anterior. Na época, não havia disposições na constituição do país que cobrissem o tema da abdicação. A escolha do príncipe Sihamoni foi endossada pelo Primeiro-ministro Hun Sen e pelo então Presidente da Assembleia Nacional, o príncipe Norodom Ranariddh (meio-irmão de Sihamoni), ambos membros do conselho do trono. O rei Sihanouk também apoiou a decisão. Alguns anos antes de sua seleção, havia especulações sobre uma possível sucessão, já que ele havia sido visto representando Sihanouk em funções oficiais, apesar de raramente aparecer em público. No entanto, grande parte da especulação inicial focava em Ranariddh, que era a escolha preferida de seus pais, mas que acabou expressando desinteresse em ascender ao trono. Sihamoni teria sido relutante em assumir o papel real, mas acabou aceitando-o em prol do interesse nacional. Ele retornou em 20 de outubro a Phnom Penh, acompanhado por seus pais, o rei-pai Norodom Sihanouk e a rainha-mãe Norodom Monineath, para uma multidão estimada em 100.000 pessoas que se alinharam ao longo do trajeto de sua carreata desde o Aeroporto Internacional de Phnom Penh até o Palácio Real para receber o futuro rei.

Um retrato público do rei Sihamoni em Phnom Penh, onde ele aparece sentado no trono no dia de sua coroação.

A ascensão do então príncipe Sihamoni ao trono foi refletida pelo jornalista Michael Sheridan do The Sunday Times, que em 17 de outubro de 2004 comentou:
A história extraordinária do esteta que volta para casa esta semana para se tornar rei do Camboja — e dos homens que quase o mataram — pode ser resumida para a maioria das pessoas na capital, Phnom Penh, pela história de dois edifícios às margens do Rio Mekong. Um é o glorioso palácio real de telhado dourado, iluminado por centenas de luzes festivas em celebração ao anúncio de que o príncipe solteiro, Norodom Sihamoni, sucederá seu pai, o rei Norodom Sihanouk... Dentro de suas paredes, pai e filho suportaram o cativeiro nas mãos dos Khmer Vermelho, sem saber de um dia para o outro se os revolucionários ordenariam seu assassinato. O outro edifício é o concreto teatro Chaktamuk, nas proximidades, onde os membros sobreviventes do regime Khmer Vermelho, a maioria agora idosos frágeis, devem enfrentar julgamento por genocídio perante um tribunal financiado internacionalmente. Dois dramas marcantes da história moderna do Camboja — o governo conturbado do rei Sihanouk e a tentativa sangrenta dos Khmer Vermelho de criar uma utopia marxista — estão, portanto, chegando ao fim ao mesmo tempo.
A reflexão de Sheridan capturou o simbolismo do momento na transição monárquica do Camboja, já que esses dois capítulos indeléveis gravados em sua história nacional — a influência inquestionável do governo do rei Sihanouk e o regime genocida traumático dos Khmer Vermelho — são justapostos um ao outro enquanto o país entrava em uma nova era histórica sob o reinado do rei Sihamoni.
Ele foi então empossado e formalmente nomeado rei em 29 de outubro de 2004, em uma cerimônia de coroação realizada no Palácio Real na capital, Phnom Penh. A coroação foi notada por sua relativa simplicidade, especificamente solicitada pelo rei-pai Sihanouk. O próprio rei Sihamoni não queria que as cerimônias fossem muito luxuosas, pois não desejava que o país empobrecido gastasse muito dinheiro com o evento, optando por uma celebração mais modesta. Em uma quebra de precedente, Sihamoni não assumiu seu assento no trono elevado, nem usou a coroa real de ouro e diamantes que acompanhava os símbolos reais.

O rei Sihamoni na nota de 100.000 riéis, recebendo bênçãos de seus pais, o ex-rei Norodom Sihanouk e a rainha Norodom Monineath, durante sua cerimônia de coroação.

Em seu primeiro discurso público como monarca, ele reconheceu as palavras de sabedoria transmitidas por seu pai e prometeu ser um rei do povo, dizendo:
Meu augusto pai, no momento exato de minha eleição como rei do Camboja pelo altamente respeitado Conselho do Trono, disse-me... 'é estando em contato com o povo e as realidades do país que se aprende a se tornar cada vez mais capaz de servir, defender e desenvolver o Camboja e a nação cambojana.' Meus respeitados e amados compatriotas, serei sempre seu servo fiel e dedicado. Nunca viverei separado de meu amado povo. A Casa Real permanecerá uma casa transparente e, para mim, nunca haverá uma torre de marfim. — Rei Norodom Sihamoni
Nos primeiros seis meses após sua coroação, Sihamoni garantiu visitas regulares a seus compatriotas cambojanos, especialmente aqueles nas províncias e no interior, incluindo visitas surpresa ocasionais. Ele foi elogiado por observadores por "estar próximo do povo e ter um toque gentil", embora também tenham notado que ele ainda precisava de tempo para definir seu papel como monarca de forma independente, diante da influência de seu pai, o ex-rei Sihanouk, apesar de sua abdicação.
Em 29 de outubro de 2014, houve celebrações para marcar o 10º aniversário de sua coroação. Bem-vindores representando diferentes setores da população do reino se reuniram fora do palácio real para comemorar a ocasião e prestar seus respeitos ao rei.

## Vida pessoal
O rei é solteiro e não tem filhos. Como o Camboja não é uma monarquia hereditária, mas sim uma monarquia eletiva, seu futuro sucessor será determinado pelo Conselho Real do Trono, escolhido a partir da linhagem de uma das duas casas reais do Camboja, conforme estabelecido na constituição do país.
Seus pais, o rei-pai Norodom Sihanouk e a rainha-mãe Norodom Monineath, foram questionados por jornalistas sobre o estado civil de Sihamoni e se ele pretendia se casar. Em resposta, a rainha-mãe afirmou que seu filho "se sente apenas budista" e que "se dedica inteiramente ao budismo". O rei-pai acrescentou que, por essa razão, o afeto de seu filho pelas mulheres é semelhante ao que sente "por suas irmãs" e que "ele não ousa desenvolver um relacionamento profundo". Isso reflete, segundo relatos, a adesão de Sihamoni a um estilo de vida monástico budista, pautado por uma rigorosa piedade e devoção à fé.
No entanto, seu status de "solteirão vitalício" gerou questionamentos e rumores sobre sua sexualidade.
Em certos aspectos, Sihamoni é considerado uma figura enigmática, sendo descrito na literatura disponível como um "homem reflexivo, ponderado e culto" que inicialmente relutava em assumir o trono, mas que, apesar disso, aceitou humildemente a responsabilidade solene de sua posição, mantendo sempre "suas cartas perto do peito".

### Interesses
Relata-se que o rei "é um homem de gostos simples", com um forte interesse pelas artes e cultura. Supostamente, em seu tempo livre, ele aprecia a paz da meditação, a leitura, a prática de exercícios, ouvir música clássica — como as composições de Beethoven — e a observância de rituais tradicionais do Teravada. Além disso, há registros de que ele gosta de filmes de comédia, aprecia ocasionalmente chocolates e se mantém atualizado sobre eventos e notícias do mundo.
Ademais, além de seu interesse por DVDs relacionados ao balé e à ópera em geral, ele também toca piano e é conhecido por ser um leitor atento de críticas sobre a cena teatral da República Tcheca.

### Fortuna
Durante discursos proferidos pelo primeiro-ministro Hun Sen em novembro de 2020 e agosto de 2021, ele fez raras referências públicas à riqueza do rei, mencionando que, em comparação com outras monarquias do mundo, a monarquia cambojana está entre as mais pobres. Ele acrescentou que o rei não possui propriedade privada própria. No entanto, segundo Sen, esses fatores são irrelevantes, pois, mais importante do que isso, Sihamoni tem um coração generoso para com seu povo, algo evidente em suas contribuições filantrópicas.

### Idiomas
Além de seu idioma nativo, o khmer, Sihamoni fala fluentemente tcheco, sendo o único monarca no mundo a fazê-lo.
O rei também é fluente em francês e tem conhecimentos intermediários em inglês e russo. Além disso, possui um nível básico de fluência em mandarim.

### Filmografia
Entre as décadas de 1960 e 1990, quando ainda era príncipe, Sihamoni estrelou alguns filmes, a maioria dirigida por seu pai, que foi um prolífico cineasta. Ele também já foi tema de documentários e dirigiu alguns filmes próprios.